# CD不況
CD不況（シーディふきょう）は、1999年以降音楽CDの売上金額が減少している現象をいう。CDの生産額は国によって多少の差はあるものの、世界的に1997年から1998年までをピークとして、1999年から減少傾向にあり、音楽ストリーミングへの移行が進んでいる。本項では、主に日本における状況を記述する。

## 日本におけるCD売上の状況

### 1990年代のCDバブル
日本の音楽市場においては1990年代に、再生機器の普及が進み、人気テレビドラマやCMとのタイアップ戦略やカラオケブーム等で、若者層を中心とする旺盛な音楽需要に支えられ空前の「好景気」時代が到来した。
1997年、シングル年間販売数（日本レコード協会集計対象シングル、8cm+12cm）が1億6782万7000枚を記録、翌1998年は、CDアルバムの年間販売数が3億291万3000枚とピークを記録すると共に、日本国内での音楽CDの生産金額が8cm・12cmの合計で約5879億円（レコードやカセットテープを含めると約6075億円）、CD生産枚数が4億5717万枚とそれぞれ国内過去最高を記録しミリオンセラー作品が続出、後世マスコミで「CDバブル」とも回顧される活況となった。しかし翌1999年以降は売上が減少していき、さながらバブル崩壊の様相を呈した。

### 2000年代以降のCD不況
日本においては、CD販売枚数は1998年をピークとして以降減少し続けている。例としてシングルは、1995年・1996年・1998年には、オリコンチャートで20作以上がミリオンセラーを記録しているのに対し、1999年は9作と急減。さらに2002年以降は、毎年1作から数作が出るか出ないかというペースになった。その一方で、アルバムは2005年頃まではミリオンも多かったが、2007年以降はシングルと同様にミリオンが減り、売上が低下している。
CDの年間販売数は、1998年をピークに漸減し続けており、10年後の2008年には2億4221万2000枚（シングル5348万8000枚、アルバム1億8872万4000枚）、2018年には1億3720万5000枚と、20年間で半分以下まで縮小。
その他方で、日本国内の有料音楽配信の販売数量（パソコンと携帯電話の合計）は、2006年より、シングルCD（8cm+12cm）の合計を上回る状況が続いている。2009年の販売数量（日本レコード協会集計対象）は、シングルCD（8cm+12cm）が計4489万7000枚に対し、インターネットダウンロード・シングルトラック（PC配信+スマートフォン）とモバイル・シングルトラック（着うたフル）の合計が、1億8540万7000本に及んだこともあった。フル配信のミリオンセラー（100万DL以上）についても、シングルCDの減少と入れ替わる形で増加し、200万DLを超える作品も登場した（フル配信によるミリオン作品一覧については日本レコード協会#着うたフル以降を参照）。
2005年頃からは、CDにDVD（場合によってはHD DVDまたはBlu-ray Disc）やグッズ、キャンペーンコードなど様々な特典を付ける売り方（俗に言う限定版など）も徐々に増え始め、モーニング娘。は「色っぽい じれったい」のCDに握手会のキャンペーンコードを封入し、嵐も「WISH」のCD購入者限定の握手会を急遽開催するなど、後に「接触商法」「複数商法」と呼ばれるようになる売り方がこの時期から顕在化するようになった。その一方で、運営側の販促とは別にファンによる自主的な複数買い、大量買いも同時期に発生しており、オリコンチャート1位を目的とした「ハッピー☆マテリアル」のCDの購入運動（いわゆるハピマテ祭り）が起こっている（後に2016年のSMAP解散時にも、「世界に一つだけの花」でほぼ同様の現象が起こっている）。また、CDだけでなく配信サービス（YouTube、Spotify等）の再生回数を増やすなどの運動も行われている。なお、後に握手商法でチャートを独占することになるAKB48もこの年の暮れに結成しており、2005年は様々な意味合いで音楽業界の転換期だと言える。
2008年にはAKB48がキングレコードに移籍し、移籍第1弾作品の「大声ダイヤモンド」から握手券を封入させ、握手商法を拡大化させた。
2010年代前半からは、アイドル戦国時代突入で、各アイドルグループの度重なる活躍により、2012年までは回復が見られていたものの、2013年以降は再び低下を続けている。
また販売方法や形態の多さに疑問を抱く人も存在する。2015年ごろになるとミュージックカードでのリリースがエイベックスより始まり、CDメディアに代わる新たなものとして認知されるようになったが、流通ルートが限定され、間もなく市場から姿を消した。
シングルCDにおいては、iPod・iTunes・iTunes Storeの登場により、2006年以降は音楽配信によるデジタル・ダウンロードへ移行が進んだ。アルバムCDは、シングルCDに比べてさらに深刻で、統計を始めた1999年の2億7627万9000枚から漸減、2019年には8896万4000枚と、1億枚を割り込み、ピーク時の3分の1の状況となった。その上にデジタル・ダウンロードへの移行も2010年代に入ると伸び悩み、総需要の減少に歯止めがかかっていない。

### CDからストリーミングへ
2015年以降は、全般的に低迷傾向となったダウンロード販売に代わりSpotifyやApple Musicに代表されるサブスクリプション方式による定額制の音楽配信（ストリーミング配信）が普及、2018年以降ダウンロード販売の売上を上回る状況が続いている。世界的傾向から見ても、それは顕著であり、全米レコード協会によれば、2019年上半期のストリーミングサービス売上高は43億米ドルを計上、同国市場全体の80%を占めるに至った。これは若年層を中心に価値観が変化、音楽が"所有するもの"から"共有するもの"になったと捉えることができる。
動画サイト、特にYouTubeにミュージックビデオが公式にアップロードされることも一般的となり、音楽プラットフォームとしての地位を高めている。YouTubeの音楽部門担当リオ・コーエンによると、2021年6月から過去12ヶ月の間に世界の音楽業界（アーティスト、ライター、レーベル）に対してYouTubeから40億米ドル（約4,400億円）以上の支払いがあった。この内訳には、一般ユーザーによって作られたコンテンツのクリエイターに対する支払いも含まれる。日本レコード協会が2020年12月に行った調査によると、12歳から69歳の音楽聴取手段で最も多かったのはYouTubeであった。
メディア環境の変化に伴い、CDレンタルサービスを終了する店舗も多くなり、店舗数は減少傾向が続いている。TSUTAYAを運営するカルチュア・コンビニエンス・クラブは、レンタル事業から別事業への転換を進めており、代官山 蔦屋書店は2020年にCDレンタルサービスを終了、書店特化型の店舗にリニューアルされた。
2010年代以降集計CD年間売上ランキングのTOP20は、ほぼアイドルで占められている。これについては、それぞれの業界から賛否両論が挙がっており、批判の声が後を絶たない。ただし、「CD売上=楽曲人気」や「CD売上=実演家人気」という図式からは脱却しつつあり、オリコンは2017年以降ダウンロード・ストリーミングの各ランキングを開始しているほか、ビルボードジャパンによるBillboard Japan Hot 100など、新たなヒットチャートによるヒット曲の可視化が進められている。
それでもなお、日本は世界で最もCDが売れる国のひとつであり、2021年の音楽の総売上に占めるフィジカル（CD・レコード等）の割合は約60%で、これは世界で最も高い水準である。日本でCD等の物理メディアが根強く支持される要因として、日本の音楽業界においてストリーミング配信への取り組みが遅れていることのほか「目に見えるもの、形に残るもの」を好む日本人の国民性が指摘されている。またダウンロード形式と違いジャケットや歌詞カードもひとつの魅力となり、ジャケット写真を目的に購入する人も少なくない。

## 年表（1990年代後半以降）
- 1998年 - 日本国内での音楽CDの生産金額が8cm・12cmの合計で約5879億円（レコードやカセットテープを含めると約6075億円）、CD生産枚数が4億5717万枚とそれぞれ過去最高を記録する[19]（翌年より、シングル・アルバム別では前年比で上回る年もあるが、CD全体の生産金額・枚数は一貫して減少を続ける）。また、ミリオンセラーの数についてもシングル20作・アルバム28作の計48作となり、過去最多を記録。
- 1999年
  - ゼロ・コーポレーション（日本内外の個性派アーティストを多数紹介していた）が事業解散。
  - ファイル共有サービスのナップスターが登場。2001年頃にかけてアメリカで流行するも、著作権問題で全米レコード協会から訴訟を受け、2001年7月にサービスを停止する。
  - この年以降、音楽CDの生産金額・生産枚数が減少傾向に転じ、CDバブルが崩壊する。
- 2000年
  - バンダイ・ミュージックエンタテインメント（『アポロン音楽工業』を源流とする中堅メーカー。徳永英明らが在籍していた。後のランティス→バンダイナムコアーツ→バンダイナムコミュージックライブ）が解散。
  - Amazon.co.jpが日本での営業開始。中古CDの取扱で国内トップクラスのポータルサイトとなる。中古購入が便利になることが、新品CD売上に及ぼす影響は様々である。
  - 日本の国民的バンド サザンオールスターズの「TSUNAMI」が293万枚を売上、当時最も日本で売上枚数の多いシングルCD作品となる。
- 2001年12月 - フォーライフが特別清算を実施、会社自体はフォーライフミュージックエンタテイメントに承継。
- 2002年3月 - エイベックスが、日本で初めてコピーコントロールCDを導入する。
- 2003年
  - 4月 - AppleがiTunes Storeをアメリカ合衆国などで開始。日本では2005年よりサービス開始。
  - 同年は日本の国民的アイドルグループSMAPの「世界に一つだけの花」が257万枚を売上。日本で21世紀初のダブルミリオンセラーとなった。
- 2004年
  - 11月 - 日本KDDIが携帯電話向けの音楽配信サービスである着うたフルを開始する（曲の一部を配信する着うたは2002年12月に先行開始したものの、スマートフォン向けの音楽配信サービスが台頭後は急速に低迷し結果的に2016年12月を以ってサービス終了）。
  - ソニー・ミュージックエンタテインメントのアメリカ法人とBMGが合併。世界最大級の音楽ソフト企業同士の合併であった。
- 2005年
  - 2月 - 米シングルチャートBillboard Hot 100がこの月以降、デジタル・ダウンロードの売上をチャート集計に含める。
  - 3月 - 株式会社丸井が、ヴァージン・メガストアーズ・ジャパンの全株式を株式会社カルチュア・コンビニエンス・クラブ傘下の株式会社TSUTAYA STORESホールディングスに売却。株式会社カルチュア・コンビニエンス・クラブの子会社となる。
  - 12月 - 動画共有サイトのYouTubeが公式にサービスを開始。
  - iTunes Music Storeが、日本での本格サービスを開始し、開始4日間で100万ダウンロード達成。
  - 著作権法の改正により、日本のアーティストのいわゆる逆輸入CDが事実上輸入禁止になる。
  - この年は日本国内でのアルバムの前年比での売上は減ったが、枚数は増加した[要出典]。
- 2006年
  - 6月 - 日本はこの月までにすべてのレコード会社がコピーコントロールCDでの販売を終了した。
  - 8月 - 米タワーレコードが2度目の破産。発祥の地・アメリカでは店舗が事実上消滅。
  - 12月 - 東芝が東芝EMIの株式を英EMIに売却、音楽・映像分野から撤退。社名は翌年6月30日より「EMIミュージック・ジャパン」に変更（2013年4月にユニバーサル ミュージック合同会社に吸収され法人消滅）。
  - 日本はこの年はシングルの前年比での売上・枚数とも増加した[要出典]。
- 2007年7月 - 女子十二楽坊の日本盤作品をリリースしていたミューチャー・コミュニケーションズが倒産。
- 2008年
  - 10月 - 音楽ストリーミングサービスのSpotifyがスウェーデンでサービスを開始。
  - 12月 - 日本でKDDIが一部のau携帯電話専用の着うたフルの上位版サービスにして高音質音楽配信サービスである着うたフルプラスを開始する。
  - この年の日本の年間シングル売上首位は嵐の『truth/風の向こうへ』であったが、売上件数として65万枚に満たず、平成及び21世紀更に2000年代での最少記録となった。その他方で、フル配信のミリオン作品は多数誕生し、本年発表分では青山テルマ『そばにいるね』がフル配信300万DLを達成した[20]のをはじめ、GReeeeNの『キセキ』、また前年発売の『愛唄』と、200万DL超の作品も存在する。
- 2009年
  - 1月 -  ヴァージン・メガストアが日本国内の全店舗を閉店（一部TSUTAYAに業務転換し継続）。
  - 10月 - サウンドホリック（ヘヴィメタル/ハードロック専門レーベル）が代表者の死去により解散。
- 2010年
  - 9月 - HMVジャパンが渋谷店閉店[21]。
  - この年、日本のCD年間売上トップ10のうち6作品が嵐のシングル、4作品がAKB48のシングルとなり、2組でトップ10が占められる。以降、2019年まで10年連続でAKB48のシングルがCD年間売上1位となる。
- 2011年
  - 3月 - 石丸電気イシマルソフト本店（秋葉原）が閉店。
  - 7月 - Spotifyがアメリカでサービスを開始。
  - 8月 - WAVEが自己破産申請の準備に入り、事実上の倒産。
  - この年の3月に東北地方太平洋沖地震（東日本大震災）が発生。同震災は、第二次世界大戦後、日本の史上最悪な規模の自然災害となり、それが生んだ従来以上の自粛ムードによって、音楽業界にも大きな打撃を与え、その期間は長期に及んだ。
- 2012年
  - 音楽ディストリビューションサービスのTuneCore Japanが日本国内でサービスを開始。
  - 4月 - ソニー・ミュージックエンタテインメントの傘下会社であるキューンレコードが、社名（レーベル名）を「キューンミュージック」（後のソニー・ミュージックレーベルズのブランド）に変更。
- 2013年
  - 1月 - HMVが経営破綻。
  - 4月 - ユニバーサル ミュージック合同会社とEMIミュージック・ジャパンが統合し、新生「ユニバーサル ミュージック合同会社」としてスタート。
- 2014年
  - この年以降、ストリーミング方式による定額制の音楽配信が、各国で順次スタート。ダウンロード販売や、フィジカルのCD販売においても、大きな影響を与える。
  - 国際レコード産業連盟（IFPI）の調査で、この年の全世界におけるCD、レコード等のパッケージ売上高が音楽配信の売上高を下回る[22]。
- 2015年
  - 5月 - AWAが日本国内でサービスを開始。サイバーエージェントとエイベックス・デジタルの共同出資。
  - 6月 - Apple Musicが日本を含む世界100カ国以上でサービスを開始。
  - 6月 - LINE MUSICが日本国内でサービスを開始。
  - 9月 - Google Play Musicが日本国内でサービスを開始（2020年末をもって、YouTube Musicに移行）。
- 2016年
  - 9月 - Spotifyが日本国内でサービスを開始。当初は招待制で、同年11月に一般公開された。
  - 12月 - SMAP解散騒動によるファンらの購買運動により「世界に一つだけの花」の売上が300万枚に達し、21世紀初のトリプルミリオンセラーとなり、歴代の記録の面でも、サザンオールスターズ「TSUNAMI」の売上を抜いた。
- 2017年
  - 宇多田ヒカル、DREAMS COME TRUEなどのアーティストの楽曲がサブスクリプション解禁（定額ストリーミングサービスで配信開始）[23]。
  - 11月 - Amazon Musicのサブスクリプションサービス「Music Unlimited」が日本国内でサービスを開始。
- 2018年
  - 椎名林檎、松任谷由実、Mr.Childrenなどのアーティストの楽曲がサブスクリプション解禁[23]。
  - 11月 - YouTube Musicが日本国内でサービスを開始。
  - 日本と並んで音楽市場におけるCD売上の割合が高いドイツにおいて、この年のストリーミング売上が全体の46.4%となり、CD売上の36.4%を上回った[24]。
  - アメリカの家電量販店ベスト・バイがCDの販売を終了[25]。
  - 2009年以降実施されてきたAKB48選抜総選挙が、この年最後の開催となる。その後、AKB48グループは、徐々に過渡期を迎えることとなるが、人気メンバーの相次ぐ卒業、世代交代の失敗、一部の姉妹グループの不祥事などで、多くのファンはこれらに反発するなどして見切りを付け、飽和状態となっていく。
- 2019年
  - 嵐、安室奈美恵、サザンオールスターズ、BUMP OF CHICKEN、星野源などのアーティストの楽曲がサブスクリプション解禁[26]。
  - 5月 - 株式会社ジャニーズ・エンタテイメントが株式会社ジェイ・ストームに統合され、同社の社内レーベルとなる。
  - 12月 - 同年の「ユーキャン新語・流行語大賞」に「サブスク（サブスクリプション）」がノミネートされる。
  - アメリカにおけるレコード流通に途絶の危機。Direct Shot Distributing社による流通の寡占により、中小の店舗に流通が滞る事態が多発している[27]。
  - アメリカの音楽売上におけるストリーミングサービスが占める割合が全体の80%に達する。CDなどの物理メディア、ダウンロード販売はともに1割未満となった[28]。
- 2020年
  - aiko、久保田利伸、RADWIMPS、米津玄師などのアーティストの楽曲がサブスクリプション解禁[29]。
  - 新型コロナウィルスの猛威により、実演家の多くが発表の場を失い、活動継続の危機に瀕する事態となった[30]。またアメリカでは、感染拡大を懸念してCDショップの営業停止が相次いだため、2020年上半期のCDの売上が30年ぶりにアナログレコードのそれを下回った[31]。さらに、この年から2023年の中途まで、2000年代以前から各地で行われていた、CDの発表・発売記念のライブやイベントなども、中止になるなどしたため、音楽業界は再び大打撃を与えた。
  - 12月 - YOASOBIの「夜に駆ける」が、同年のBillboard Japan Hot 100の年間首位を獲得。チャート開始以来初めて、CDシングルをリリースせずに年間首位を獲得した楽曲となった[32]。また、当時CD未発売ながら同年末の第71回NHK紅白歌合戦に出場した[33]。
- 2021年 - B'z、ZARD、大瀧詠一などのアーティストの楽曲がサブスクリプション解禁[34][35]。
- 2022年9月 - 同月末、ゲオが全店舗でCDの買い取りを終了[36]。
- 2023年
  - 10月 - 同月16日、「SHIBUYA TSUTAYA」（TSUTAYA渋谷店）がCD・DVDのレンタルサービスを終了[37]。
  - この年の中途から、CDの発表・発売記念のライブやイベントが、次々とリアルで再開し、握手会なども一部は復活したが、物価高騰などのインフレーションの影響で、CDの価値がさらに低迷したことや、会場に使われている場所などのコストが大幅に上昇したため、地道な急減傾向となり、過渡期を迎える。

## CD不況の原因・背景（日本）
CD不況の原因や背景としては、日本の場合は、以下のような事柄が挙げられている。

### 音楽市場そのものの縮小

#### コンテンツ市場の多様化・放漫経営
インターネット・携帯電話などの普及によって人々の消費様式が多様化し、それによって人々が音楽のために使う消費の割合が下がったと考えられる。特に若者はCDの購入よりも、携帯電話の通話料金に消費を回すようになった。

#### 少子高齢化・人口減少
日本の社会の少子高齢化は、若年層を最大の顧客としてきた音楽市場にとって大きな脅威となっている。日本の18歳人口は1992年（平成4年）以降減少を続けており、2019年時点では117万人となり、1992年時点の205万人の約57%まで減少している。また、生産年齢人口（15〜64歳）も1995年をピークとして減少を続けている。

### 音楽流通市場の変遷

#### レンタル・中古市場の隆盛
レンタル店（かつては貸しレコード屋）・中古レコード古物商と伴に、20世紀から存在していたが、レンタルによる著作権料の支払いは一説にレンタル市場約600億円のうちの90億円（15%）程度に過ぎず、交易条件として、新品CD店（売上の70%程度がレコード会社への原価に消える）よりも有利であった。このような中で、特に2000年代以降は、株式上場などを通じて資本力を蓄えた一部の大型レンタル店が、新品CD実売の10分の1程度の料金で大量にレンタルを行い、また需要期を過ぎた後には同様に10分の1程度の価格で中古市場へ売り払う等の市場行動に出たため、「消費者にとっては価格弾力性の高い」「しかし権利者にとっては十分な対価が支払われない」状況を生む結果となった。中古市場ではECサイトやインターネット検索による技術革新により、遠方からも最安値の中古盤を容易に手に入れられる状況となったが、価格暴落と需要の長期低迷に苦しんでいる。

#### 違法アップロードの蔓延
動画サイトなどで音楽ファイルが違法にアップロードされ、事実上無料で視聴できる状況になったことも、CDの売上が減じた一因とされている。そのため後述する規格が導入された。

#### ストリーミング音楽配信の普及
2010年代後半以降、前述したようにサブスクリプションサービスの普及によるビジネスモデルの変化も、CD売上減少の大きな要因となっている。CDで音楽を聴くためには、CDに加えてプレーヤーなどの再生機器を購入する必要があり、レンタルとなれば、レンタル料、場合によっては録音メディア（カセットテープ、MD、CD-R）、レコーダー（カセットテープ、MDの場合）などが必要でありストリーミング以上に費用がかかる。また、ダウンロード販売も、1曲だけの購入ならともかく、複数の曲を購入の場合は、やはりそれなりの費用がかかる。となれば、有料配信のサブスクサービスに契約して何万という曲を聴けるほうが明らかに安価である。当初はサブスクサービスに消極的だった日本の音楽業界であるが、エイベックスが出資する「AWA」やソニー・ミュージックエンタテインメントが出資する「LINE MUSIC」などのサービスが2015年に相次ぎ開始された。2016年以降は、「Spotify」などの海外発祥のサブスクサービスも、日本上陸を果たした。しばらくしてから、多くの邦楽アーティストの配信が解禁されたことで、徐々にサブスクに頼らざるを得ない状況に変化している。音楽コンサルタントの榎本幹朗は、日本は再販制度により元々CDの価格が高かったことから音楽に対する消費額も高く、「欧米と異なり、サブスクへの移行だけでは稼ぎが足りない」と指摘している。

### CDというメディアが抱えた問題

#### コピーコントロールCDの導入
コピーコントロールCD（以下「CCCD」）は、前述した違法アップロードの蔓延の防止を目的として、それに対抗する形で、鳴り物入りで企画されたものである。しかし、再生保証プレーヤーが全く無く（万一の場合の故障時に保証が効かない）、なおかつ音質も通常のCDより劣っていた。レコード会社は、CCCDは音楽市場に受け入れられたと早合点したが、実際にはCCCDはリスキーな規格であるため、多くの音楽ファンが買わなくなり、そのまま市場から去った。コピーコントロールCD#問題点も参照。

#### 次世代規格の失敗
1999年よりCDに代わる次世代オーディオ規格としてSACD対DVD-Audioが争ってきたが、どちらもメディア交代するだけの普及には至らず、普及推進のためにテコ入れの策を図るも定着すらならなかった。そもそもがCDより高音質であることを消費者は望んでいなかった。やがて当時としてはCDより圧縮された音源になるiPod・iTunesなどのデジタル音楽配信主体へと流通形態が変化していった。また日本の音楽ビジネスが物理媒体（CD）中心による音楽保護主義に偏り、デジタル音楽配信に対する取り組みのまずさも指摘されている。